# Toumeyella parvicornis
Toumeyella parvicornis är en nearktisk sköldlus som beskrevs 1897 av Theodore Dru Alison Cockerell.  Arten ingår i släktet Toumeyella och familjen skålsköldlöss. Inga underarter finns listade i Catalogue of Life. Arten är en mjuk sköldlus som nyttjar många olika värdar. Vuxna honor ser ut som små sköldpaddor, 4–5 mm långa. Arten förekommer i Kanada, USA och Mexiko.